# Sérgio Roberto Pereira de Souza
Sérgio Roberto Pereira de Souza (29 de mayo de 1977) es un exfutbolista brasileño que se desempeñaba como centrocampista.

## Trayectoria

### Clubes
| Club            | País   | Año         |
| --------------- | ------ | ----------- |
| Dom Bosco       | Brasil | 1993 - 1994 |
| Flamengo        | Brasil | 1995        |
| Botafogo        | Brasil | 1996        |
| Ceres           | Brasil | 1996        |
| Sao Cristovao   | Brasil | 1997        |
| Barra Tijuca    | Brasil | 1998        |
| Tombense        | Brasil | 1999        |
| Sta. Maria      | Brasil | 2000        |
| Albirex Niigata | Japón  | 2001        |